# Мексикано-сомалийские отношения
Мексикано-сомалийские отношения — двусторонние дипломатические отношения между Мексикой и Сомали. Страны являются членами Организации Объединённых Наций (ООН).

## История
Государства установили дипломатические отношения 5 августа 1975 года, которые развивались в основном в рамках многосторонних форумов. В ноябре 2010 года правительство Сомали направило делегацию из трёх человек для участия в Конференции ООН по изменению климата 2010 года в Канкуне.
В апреле 2014 года министр финансов Сомали Хусейн Абди Халан принял участие в первой встрече высокого уровня Глобального альянса за эффективное сотрудничество в целях развития, которая проходила в Мехико. В 2016 году мексиканские компании экспортировали 90 тыс. тонн не модифицированной генетически белой кукурузы в региональное отделение Всемирной продовольственной программы в Найроби в результате победы на тендере, направленного на поддержку населения Сомали и Южного Судана, стран, пострадавших от одной из самых сильных засух за последние десятилетия в регионе Восточной Африки.

## Дипломатические представительства
- Интересы Мексики в Сомали представлены через посольство в Аддис-Абебе (Эфиопия)[4].
- Сомали не имеет дипломатических представительств в Мексике.